# Discografia de Whitney Houston
A discografia de Whitney Houston, uma cantora norte-americana, é composta por sete álbuns de estúdio, cinco álbuns de compilações, e quatro álbuns de banda sonora, bem como 55 singles lançados.
Em fevereiro de 1985, foi lançado seu auto-intitulado álbum de estreia. O álbum passou 14 semanas no primeiro lugar da Billboard 200 nos Estados Unidos, um recorde de mais semanas no topo por uma artista feminina na década de 1980. Foi certificado treze vezes platina pela Recording Industry Association of America (RIAA), pelas mais de treze milhões de cópias somente nos Estados Unidos, fazendo dela a primeira artista feminina a receber dez discos de platina e um disco de diamante. Ele também já vendeu mais de 22 milhões de cópias em todo o mundo e se tornou o álbum de estreia mais vendido de todos os tempos por uma artista feminina. Do álbum surgiram seis singles: As canções "You Give Good Love", "Saving All My Love for You", "How Will I Know" e "Greatest Love of All" que tiveram grande impacto nas paradas musicais, sendo que as últimas três alcançaram a primeira posição nos Estados Unidos. Em 1987, Houston lançou seu segundo álbum, Whitney, e quebrou recordes notáveis com ele. O álbum estreou em primeiro lugar na Billboard 200, e gerou quatro singles que alcançaram a primeira posição da Billboard Hot 100, "I Wanna Dance with Somebody (Who Loves Me)", "Didn't We Almost Have It All", "So Emotional", "Where Do Broken Hearts Go" - estabelecendo um recorde de sete singles consecutivos em primeiro lugar no País. Foi certificado nove vezes platina pela RIAA e liderou as paradas em vários países ao redor do mundo, com vendas mundiais de mais de 20 milhões de cópias. O terceiro álbum de estúdio de Houston, I'm Your Baby Tonight, foi lançado em Novembro de 1990. Atingiu um pico de número três nos EUA e vendeu 10 milhões de unidades mundialmente, recebendo o certificado de platina quatro vezes pela RIAA. O álbum gerou seis singles: "I'm Your Baby Tonight", "All the Man That I Need", "Miracle", "My Name Is Not Susan", "I Belong to You" e "We Didn't Know", o último é uma colaboração com Stevie Wonder. Os dois primeiros atingiram o topo da Billboard Hot 100 e ambos receberam certificados de ouro pela RIAA.
The Bodyguard, a banda sonora de seu filme de estreia de mesmo nome, foi lançado em 1992. O álbum contém faixas de outros artistas, mas é considerado como um álbum da Whitney pela revista Billboard e pela RIAA. O álbum ficou ao topo da Billboard 200 durante vinte semanas não consecutivas, a mais longa permanência de um álbum na tabela musical na era Nielsen SoundScan. Também alcançou o número um na tabela de álbuns em quase todos os países em que entrou. O álbum recebeu o certificado de platina por dezassete vezes (seu segundo álbum de diamante) nos Estados Unidos e vendeu mais de 44 milhões de cópias em todo o mundo, se tornando a banda sonora e um dos cinco álbuns mais vendidos de todos os tempos. O primeiro single do álbum, "I Will Always Love You", um cover de Dolly Parton, atingiu o topo da Billboard Hot 100 por quatorze semanas consecutivas e foi certificado platina por quatro vezes pela RIAA, fazendo dela a primeira artista feminina a atingir o feito. Como a banda sonora, o single chegou ao número um nas tabelas de quase todos os países e vendeu doze milhões de cópias no mundo todo, tornando-se no single mais vendido de todos os tempos por uma artista feminina. Depois de Houston contribuir para três canções no também álbum de banda sonora certificado de platina por sete vezes pela RIAA, Waiting to Exhale (1995), ela lançou a sua terceira banda sonora do filme, The Preacher's Wife em 1996. A banda sonora foi certificada de platina por três vezes pela RIAA e se tornou no álbum mais vendido do gênero gospel de todos os tempos, com vendas mundiais de 6 milhões de unidades. Em 1998, ela lançou seu primeiro álbum de estúdio em oito anos, My Love Is Your Love. O álbum não conseguiu igualar os registros gráficos de seus álbuns anteriores, atingindo o décimo terceiro lugar, sua posição mais baixa na Billboard 200 entre seus álbuns de estúdio. No entanto, Houston atingiu o status de multi-platina com ele, recebendo certificado de platina quatro vezes nos Estados Unidos.
Houston entrou na década de 2000 com sua primeira compilação de Greatest Hits, Whitney: The Greatest Hits, lançado em Abril de 2000. O disco duplo recebeu o certificado de platina por três vezes pela RIAA, pelas 1,5 milhões de cópias vendidas apenas nos Estados Unidos, alcançando as dez primeiras posições em vários lugares ao redor do mundo com 10 milhões de cópias vendidas.  Em 2001, Depois de renovar seu contrato com a Arista por um contrato de 100 milhões de dólares, a cantora lançou o seu segundo álbum de compilação, Love, Whitney (2001). Em 2002, foi lançado o seu quinto álbum de estúdio, Just Whitney... que apesar das vendas baixas, recebeu o certificado de platina. Em 2003, ela lançou o seu primeiro álbum de Natal, One Wish: The Holiday Album. Em 2009, Whitney voltou à primeira posição da Billboard 200 com o álbum I Look to You, tornando-se no seu quinto álbum a atingir o número um na parada. Foi também o seu primeiro número um que não fosse de banda sonora em 22 anos. Ele também chegou ao topo das tabelas de vários países europeus e foi certificado de platina pela RIAA.
De acordo com a RIAA, Houston é a artista feminina de R&B do século XX que mais vendeu, e a quarta artista do sexo feminino que mais vendeu nos Estados Unidos, com embarques de 55 milhões de álbuns. Whitney Houston é uma das artistas de música pop que mais vendeu música de todos os tempos, com mais de 200 milhões de álbuns, singles e vídeos vendidos em todo o mundo.

## Álbuns

### Álbuns de Estúdio
| Whitney Houston - Lançamento: 14 de Fevereiro de 1985 - Editora: Arista Records - Formatos: Vinil, CD, Cassete            | 1  | 2 | 1  | 1  | 1  | 1 | 1 | —  | 2  | 2  | - : 22 milhões - : 14.200.000 - : 114.000              | - : Diamante - : 10× Platina - : 4× Platina - : 4× Platina - : Platina - : Ouro - : Platina                                                                          |
| Whitney - Lançamento: 29 de Junho de 1987 - Editora: Arista Records - Formatos: Vinil, CD, Cassete                        | 1  | 1 | 1  | 1  | 1  | 1 | 1 | 6  | 1  | 1  | - : 20 milhões - : 10.700.00 - : 2.237.603 - : 300.000 | - : 9× Platina - : 7× Platina - : 7× Platina - : 3× Platina - : 2× Platina - : 2× Platina - : 2× Platina - : Platina - : Platina[A]                                  |
| I'm Your Baby Tonight - Lançamento: 6 de Novembro de 1990 - Editora: Arista Records - Formatos: Vinil, CD, Cassete        | 3  | 1 | 4  | 10 | 19 | 3 | 5 | 9  | 3  | 2  | - : 10 milhões - : 4.000.000 - : 445.300               | - : 4× Platina - : Platina - : Platina - : Platina - : Platina - : Platina - : 2× Platina - : Platina - : 2× Platina - : Platina                                     |
| My Love Is Your Love - Lançamento: 17 de Novembro de 1998 - Editora: Arista Records - Formatos: Vinil, CD, Cassete        | 13 | 3 | 4  | 42 | 12 | 7 | 3 | 2  | 2  | 1  | - : 10 milhões - : 4.000.000 - : 672.200 - : 670.000   | - : 4× Platina - : Ouro - : Platina - : Platina - : 2× Platina - : 4× Platina - : 2× Platina - : Platina[B] - : Platina - : 2× Platina - : 3× Platina - : 3× Platina |
| Just Whitney - Lançamento: 10 de Dezembro de 2002 - Gravadora: Arista Records - Formatos: CD, CD+DVD                      | 9  | 6 | 76 | —  | —  | — | — | 25 | 16 | 10 | - : 2.500.000 - : 1.000.000 - : 100.000 - : 42.000     | - : Platina - : Ouro - : Ouro - : Platina |
| One Wish: The Holiday Album - Álbum de natal - Lançamento: 18 de Novembro de 2003 - Editora: Arista Records - Formato: CD | 49 | — | —  | —  | —  | — | — | —  | —  | —  | - : 750,000 - : 546,000                                | - : Ouro |
| I Look to You - Lançamento: 28 de Agosto de 2009 - Editora: Arista Records - Formatos: CD, download digital               | 1  | 1 | 3  | 16 | 10 | 2 | 2 | 3  | 1  | 1  | - :3 milhões - : 1,500,000 - : 50,000                  | - : 2× Platina - : Ouro - : Platina - : Platina - : Ouro - : Platina - : Platina - : Ouro - : Ouro - : Ouro - : Ouro                                                 |
| "—" Mostra os álbuns que não foram lançados naquele país ou não entraram nas paradas.                                     |    |   |    |    |    |   |   |    |    |    |                                                        | |

### Trilhas Sonoras
| Ano  | Detalhes do Álbum | Melhores Posições | Melhores Posições | Melhores Posições | Melhores Posições | Melhores Posições | Melhores Posições | Melhores Posições | Melhores Posições | Melhores Posições | Melhores Posições | Vendas | Certificações |
| Ano  | Detalhes do Álbum | EUA               | CAN               | ING               | AUS               | NZ                | SUE               | NOR               | FRA               | ALE               | SUI               | Vendas | Certificações |
| ---- | --- | ----------------- | ----------------- | ----------------- | ----------------- | ----------------- | ----------------- | ----------------- | ----------------- | ----------------- | ----------------- | --- | --- |
| 1992 | The Bodyguard - Lançamento: 17 de Novembro de 1992 - Gravadora: Arista Records - Formato(s): Vinil, CD, Cassete       | 1                 | 1                 | 1                 | 1                 | 1                 | 1                 | 1                 | 1                 | 1                 | 1                 | - : 45.000.000+ - : 13,450,000 - : 346,000 - : 343,000 - : 1,700,000 - : 1,385,300 - : 810,000 - : 1,200,000 - : 2,800,000 - : 2,138,030 - : 1,100,000 | - : 18× Platina - : Diamante - : 5× Platina - : 4× Platina - : 10× Platina - : Diamante - : Diamante - : 3× Platina - : Diamante - : Diamante - : Platina - : 5× Platina - : 5× Platina - : 7× Platina - : Diamante |
| 1995 | Waiting to Exhale - Lançamento: 28 de Novembro de 1995 - Gravadora: Arista Records - Formato(s): Vinil, CD, Cassete   | 1                 | 1                 | 8                 | 12                | 3                 | 7                 | 1                 | 1                 | 30                | 20                | - : 17.000.000 - : 7,000,000 - : 200,000 | - : 7× Platina - : Platina |
| 1996 | The Preacher's Wife - Lançamento: 12 de Novembro de 1996 - Gravadora: Arista Records - Formato(s): Vinil, CD, Cassete | 3                 | 3                 | 35                | 34                | —                 | 16                | 39                | 28                | 5                 | 11                | - : 6.000.000 - : 2,491,000 | - : 3× Platina - : Ouro - : Platina - : Platina - : Platina - : Ouro - : Ouro - : Prata |
| 2012 | Sparkle - Lançamento: 31 de julho de 2012 - Gravadora: RCA Records - Formato(s): CD, Download digital                 | 21                | —                 | —                 | —                 | —                 | —                 | —                 | —                 | —                 | —                 | — | — |

### Álbuns de Compilação
| Ano  | Detalhes do Álbum | Melhores Posições | Melhores Posições | Melhores Posições | Melhores Posições | Melhores Posições | Melhores Posições | Melhores Posições | Melhores Posições | Melhores Posições | Melhores Posições | Vendas                                                                                                   | Certificações                                            |
| Ano  | Detalhes do Álbum | EUA               | CAN               | ING               | AUS               | NZ                | SUE               | NOR               | FRA               | ALE               | SUI               | Vendas                                                                                                   | Certificações                                            |
| ---- | --- | ----------------- | ----------------- | ----------------- | ----------------- | ----------------- | ----------------- | ----------------- | ----------------- | ----------------- | ----------------- | --- | -------------------------------------------------------- |
| 2000 | Whitney: The Greatest Hits - Lançamento: 18 de Abril de 2000 - Gravadora: Arista Records - Formato(s): CD, Cassete                                   | 2                 | 1                 | 1                 | 8                 | 2                 | 4                 | 6                 | 1                 | 2                 | 2                 | - : 16,000,000 - : 2,500,000 - : 1,500,000 - : 3,000,000 - : 750,000 - : 100,000 - : 406,200 - : 300,000 | - : 5× Platina - : 5× Platina                            |
| 2001 | Love, Whitney - Lançamento: 12 de Novembro de 2001 - Gravadora: Arista Records - Formato(s): CD                                                      | —                 | 22                | —                 | —                 | —                 | 12                | —                 | 8                 | —                 | 37                | - : 1,000,000                                                                                            | - : Ouro - : Ouro                                        |
| 2004 | Artist Collection: Whitney Houston - Lançamento: 4 de Outubro de 2004 - Gravadora: Sony BMG - Formato(s): CD, CD+DVD                                 | —                 | —                 | —                 | —                 | —                 | —                 | —                 | —                 | —                 | —                 | — | —                                                        |
| 2007 | Whitney Houston: The Best So Far (nos EUA: The Ultimate Collection) - Lançamento: 29 de Outubro de 2007 - Gravadora: Arista Records - Formato(s): CD | —                 | 3                 | 3                 | 24                | 9                 | 10                | 4                 | —                 | —                 | 70                | - : 1,500,000                                                                                            | - : 5× Platina - : 2× Platina - : Ouro - : Ouro - : Ouro |
| 2012 | I Will Always Love You: The Best of Whitney Houston - Lançamento: 13 de Novembro de 2012 - Gravadora: Sony Music - Formato(s): CD, download digital  | 14                | 2                 | 74                | 9                 | 61                | —                 | —                 | 99                | —                 | 87                | - : 60,000                                                                                               | - : Prata                                                |

### Álbuns Ao Vivo
| Ano  | Detalhes do Álbum | Melhores Posições | Melhores Posições | Melhores Posições | Melhores Posições | Melhores Posições | Melhores Posições | Melhores Posições | Certificações     |
| Ano  | Detalhes do Álbum | EUA               | CAN               | UK                | ALE               | AUS               | FRA               | SUI               | Certificações     |
| ---- | --- | ----------------- | ----------------- | ----------------- | ----------------- | ----------------- | ----------------- | ----------------- | ----------------- |
| 1999 | Divas Live 99 (com Cher, Tina Turner, Elton John, Mary J. Blige, LeAnn Rimes, Brandy Norwood, Faith Hill e Chaka Khan) - Lançamento: 12 de Novembro de 1999 - Gravadora: Sony Music Legacy - Formato(s): CD, DVD | 90                | 17                | 25                | 60                | 43                | 42                | 14                | CD e DVD - : Ouro |
| 2014 | Whitney Houston Live: Her Greatest Performances (álbum póstumo) - Lançamento: 10 de Novembro de 2014 - Gravadora: Sony Music Entertainment - Formatos: CD, CD+DVD, DVD, 2 LP's, digital download                 | 19                | —                 | 66                | —                 | —                 | 123               | —                 | —                 |

### Box Sets
| Título                                                    | Detalhes | Nota(s) |
| --------------------------------------------------------- | --- | --- |
| Whitney: The Unreleased Mixes                             | - Lançamento: 25 de Abril de 2000 - Relançamento: 6 de Junho de 2006 - Gravadora: Arista Records - Formato(s): 4 LP's, Download digital | - Um box com quatro vinis de 12 polegadas de edição limitada, contendo oito versões completas de remixes selecionados encontradas no lançamento americano de "Whitney: The Greatest Hits." No verão de 2006, foi lançado digitalmente, re-intitulado "Dance Vault Mixes: The Unreleased Mixes", e o box foi relançado com o novo título.                               |
| Love Whitney                                              | - Lançamento: 4 de Dezembro de 2001 - Gravadora: BMG Taiwan / Arista - Formato: CD                                                      | - Box de edição limitada taiwanesa do álbum "Love Whitney", que traz o CD de 16 faixas e um livreto de 40 páginas com a história da discografia da Whitney, embalado em uma caixa com fotos exclusivas. |
| The Collection: Whitney Houston                           | - Lançamento: 29 de Setembro de 2009 - Gravadora: Arista - Formato(s): 3 CDs                                                            | - Um box incluindo três álbuns de estúdio: Whitney Houston, Whitney e My Love Is Your Love. |
| The Collection: Whitney Houston                           | - Lançamento: 19 de Abril de 2010 - Gravadora: Sony Music / Arista - Formato(s): 5 CDs                                                  | - Lançado no Reino Unido para coincidir com sua turnê no país, o box contém os álbuns: Whitney Houston, Whitney, I'm Your Baby Tonight, The Bodyguard e My Love Is Your Love. Mais tarde, o box set também foi lançado em outros países europeus e entrou nas paradas em fevereiro de 2012: Irlanda (No. 48), Espanha (No. 70), Suécia (No. 32).                       |
| Triple Feature                                            | - Lançamento: 9 de Novembro de 2010 - Gravadora: Sony Music Special Products - Formato(s): 3 CDs                                        | - Box contendo os álbuns: I'm Your Baby Tonight, My Love Is Your Love e Just Whitney. O box estreou na posição #74 na Billboard R&B/Hip-Hop Albums, e na semana seguinte, atingiu a 13ª posição. Além disso, entrou na Billboard 200 na posição #73, em de 10 de março de 2012. Em 17 de março atingiu um novo pico de #5 e #21 em ambos os gráficos, respectivamente. |
| Two Original Albums: My Love Is Your Love / I Look to You | - Lançamento: 16 de Setembro de 2011 - Gravadora: Sony Music - Formato(s): 2 CD's                                                       | - Box incluindo os álbuns "My Love Is your Love" e "I Look to You". É o segundo lançamento de álbuns da Whitney, como parte da série "Two Original Albums" da Sony. |

### Extended Plays
| Título                                     | Detalhes                                                                                             | Nota(s) |
| ------------------------------------------ | --- | --- |
| Whitney: Dancin' Special                   | - Lançamento: 21 de Janeiro de 1988 - Gravadora: Arista - Formato(s): CD, LP                         | - Mini-álbum lançado exclusivo no Japão, que inclui: "How Will I Know" (Dance Remix), "You Give Good Love" (Extended Version), "Thinking About You" (Extended Dance Version), "Someone for Me" (Remix), "Thinking About You" (Dub Version) e "How Will I Know" (Instrumental Version). |
| Exhale                                     | - Lançamento: 6 de Novembro de 1995 - Gravadora: Arista - Formato(s): CD, LP                         | - Um mini-álbum de 5 faixas, que inclui "Exhale (Shoop Shoop)", "Dancin 'On the Smooth Edge", "Moment of Truth", "Do You Hear What I Hear" e "It Isn't, It Wasn't, It Ain't Ever Gonna Be" (dueto com Aretha Franklin). É também o único lançamento do single Exhale (Shoop Shoop).    |
| You Are Loved                              | - Lançamento: 17 de Janeiro de 1999 - Gravadora: Arista - Formato(s): CD                             | - Edição limitada lançada nos Estados Unidos, que contém: "You Were Loved", "Saving All My Love for You", "I Wanna Dance with Somebody (Who Loves Me)", "Run to You", "All the Man That I Need", e "Why Does It Hurt So Bad".                                                          |
| I Didn't Know My Own Strength: The Remixes | - Lançamento: 6 de Novembro de 2009 - Gravadora: RCA/Jive Label Group - Formato(s): Download digital | - EP digital que inclui cinco faixas: duas versões do Peter Rauhofer e três do Daddy's Groove Magic Island. |
| I Look to You: The Remixes                 | - Lançamento: 6 de Novembro de 2009 - Gravadora: RCA/Jive Label Group - Formato(s): Download digital | - EP digital contendo 12 versões remix de "I Look to You". |
| Million Dollar Bill: The Remixes           | - Lançamento: 6 de Novembro de 2009 - Gravadora: RCA/Jive Label Group - Formato(s): Download digital | - EP digital contendo seis versões remixadas. |

## Singles
| Ano  | Single                                                    | Melhor Posição | Melhor Posição | Melhor Posição | Melhor Posição | Melhor Posição | Melhor Posição | Melhor Posição | Melhor Posição | Melhor Posição | Melhor Posição | Melhor Posição | Melhor Posição | Certificações (RIAA) | Álbum                       |  |
| Ano  | Single                                                    | EUA            | EUA R&B        | EUA AC         | EUA Dance Club | BEL            | UK             | CAN            | IRL            | HOL            | ALE            | BRA            | AUS            | Certificações (RIAA) | Álbum                       |  |
| ---- | --------------------------------------------------------- | -------------- | -------------- | -------------- | -------------- | -------------- | -------------- | -------------- | -------------- | -------------- | -------------- | -------------- | -------------- | -------------------- | --------------------------- |  |
| 1984 | "Hold Me" (feat. Teddy Pendergrass)                       | 46             | 5              | 6              | —              | —              | 44             | —              | —              | —              | —              | —              | —              | —                    | Whitney Houston             |  |
| 1985 | "Someone For Me"                                          | —              | —              | —              | —              | —              | —              | —              | —              | —              | —              | —              | —              | —                    | Whitney Houston             |  |
| 1985 | "Thinking About You"                                      | —              | 10             | —              | 24             | —              | —              | —              | —              | —              | —              | —              | —              | —                    | Whitney Houston             |  |
| 1985 | "You Give Good Love"                                      | 3              | 1              | 4              | —              | —              | 93             | 9              | —              | —              | —              | —              | 55             | —                    | Whitney Houston             |  |
| 1985 | "Saving All My Love for You"                              | 1              | 1              | 1              | —              | —              | 1              | 1              | 1              | 18             | 16             | 1              | 1              | —                    | Whitney Houston             |  |
| 1985 | "How Will I Know"                                         | 1              | 1              | 1              | 1              | 3              | 2              | 5              | 1              | 1              | 12             | —              | 5              | —                    | Whitney Houston             |  |
| 1986 | "The Greatest Love Of All"                                | 1              | 3              | 1              | 3              | 1              | 8              | 1              | —              | 24             | 30             | 1              | 1              | Ouro                 | Whitney Houston             |  |
| 1987 | "I Wanna Dance With Somebody (Who Loves Me)"              | 1              | 2              | 1              | 1              | 1              | 1              | 1              | 1              | 1              | 1              | 1              | 1              | —                    | Whitney                     |  |
| 1987 | "Didn't We Almost Have it All"                            | 1              | 2              | 1              | —              | —              | 14             | 1              | 18             | —              | 20             | 2              | 24             | —                    | Whitney                     |  |
| 1987 | "So Emotional"                                            | 1              | 5              | 8              | 1              | —              | 5              | 1              | 3              | —              | —              | 1              | —              | —                    | Whitney                     |  |
| 1988 | "Where Do Broken Hearts Go"                               | 1              | 2              | 1              | —              | —              | 14             | 1              | 12             | —              | —              | 1              | 24             | —                    | Whitney                     |  |
| 1988 | "Love Will Save The Day"                                  | 9              | 5              | 10             | 1              | —              | 10             | 12             | 7              | —              | 37             | 16             | 77             | Ouro                 | Whitney                     |  |
| 1988 | "I Know Him So Well" (feat. Cissy Houston)                | —              | —              | —              | —              | —              | —              | —              | —              | —              | 46             | —              | —              | —                    | Whitney                     |  |
| 1988 | "One Moment In Time"                                      | 5              | 22             | 1              | —              | 1              | 1              | 4              | 2              | 4              | 2              | 3              | 2              | Ouro                 | Olympcs 88: The Album       |  |
| 1990 | "I'm Your Baby Tonight"                                   | 1              | 1              | 7              | 17             | 2              | 1              | 5              | 7              | —              | 5              | 1              | 7              | —                    | I'm Your Baby Tonight       |  |
| 1990 | "All The Man That I Need"                                 | 1              | 1              | 1              | —              | —              | 13             | 1              | 23             |                | 37             | 1              | 63             | —                    | I'm Your Baby Tonight       |  |
| 1991 | "Miracle"                                                 | 9              | 2              | 4              | —              | —              | —              | 8              | —              | —              | —              | 18             | —              | Ouro                 | I'm Your Baby Tonight       |  |
| 1991 | "My Name Is Not Susan"                                    | 20             | 8              | —              | —              | 57             | 29             | —              | —              | —              | 34             | 13             | —              | Ouro                 | I'm Your Baby Tonight       |  |
| 1991 | "I Belong To You"                                         | —              | 10             | —              | —              | —              | 54             | —              | —              | —              | —              | —              | —              | —                    | I'm Your Baby Tonight       |  |
| 1992 | "We Dind't Know" (feat. Stevie Wonder)                    | —              | 20             | —              | —              | —              | —              | —              | —              | —              | —              | —              | —              | —                    | I'm Your Baby Tonight       |  |
| 1992 | "I Will Always Love You"                                  | 1              | 1              | 1              | —              | 1              | 1              | 1              | 1              | 1              | 1              | 1              | 1              | 4× Platina           | The Bodyguard               |  |
| 1993 | "I'm Every Woman"                                         | 4              | 5              | 26             | 1              | 2              | 4              | 3              | 4              | 3              | 13             | 1              | 50             | —                    | The Bodyguard               |  |
| 1993 | "I Have Nothing"                                          | 4              | 4              | 1              | —              | 16             | 3              | 5              | 3              | 23             | 39             | 1              | 28             | —                    | The Bodyguard               |  |
| 1993 | "Run To You"                                              | 31             | 31             | 10             | —              | 27             | 15             | 32             | 12             | 33             | —              | 5              | 72             | —                    | The Bodyguard               |  |
| 1993 | "Queen Of The Night"                                      | —              | —              | —              | 1              | 20             | 14             | —              | 14             | 21             | 64             | 9              | 88             | —                    | The Bodyguard               |  |
| 1995 | "Exhale (Shoop Shoop)"                                    | 1              | 1              | 5              | —              | 1              | 11             | 1              | 8              | —              | 26             | 1              | 18             | Platina              | Waiting to Exhale           |  |
| 1996 | "Count On Me" (feat. CeCe Winans)                         | 8              | 7              | 4              | —              | —              | 12             | 4              | 12             | —              | 75             | 9              | 87             | —                    | Waiting to Exhale           |  |
| 1996 | "Why Does It Hurt So Bad"                                 | 26             | 22             | 6              | —              | —              | —              | 28             | —              | —              | —              | 37             | 99             | —                    | Waiting to Exhale           |  |
| 1996 | "I Believe In You And Me"                                 | 4              | 4              | 2              | —              | —              | 16             | 2              | 16             | —              | —              | 4              | 70             | —                    | The Preacher's Wife         |  |
| 1997 | "Step By Step"                                            | 15             | 29             | —              | 3              | 16             | 13             | 15             | 13             | 15             | 12             | 1              | 8              | —                    | The Preacher's Wife         |  |
| 1997 | "My Heart Is Calling"                                     | 77             | 15             | —              | —              | —              | —              | —              | —              | —              | —              | —              | —              | —                    | The Preacher's Wife         |  |
| 1998 | "When You Believe" (feat. Mariah Carey)                   | 15             | —              | 3              | —              | 4              | 4              | 26             | 7              | 4              | 13             | 1              | 8              | —                    | My Love is Your Love        |  |
| 1999 | "Heartbreak Hotel" (feat. Faith Evans & Kelly Price)      | 2              | 1              | —              | 1              | 7              | 25             | 3              | 25             | —              | 61             | 1              | 17             | —                    | My Love is Your Love        |  |
| 1999 | "It's Not Right But It's Okay"                            | 4              | 1              | —              | 1              | 1              | 3              | 3              | 3              | 4              | 14             | 1              | 3              | —                    | My Love is Your Love        |  |
| 1999 | "My Love is Your Love"                                    | 4              | 2              | —              | 1              | 3              | 4              | 2              | 1              | 2              | 2              | 1              | 27             | —                    | My Love is Your Love        |  |
| 2000 | "I Learned From The Best"                                 | 27             | 13             | 20             | 1              | —              | 19             | 26             | 19             | —              | 48             | 23             | —              | —                    | My Love is Your Love        |  |
| 2000 | "Could I Have This Kiss Forever" (feat. Enrique Iglesias) | 52             | —              | 8              | —              | 5              | 7              | 12             | 9              | 1              | 5              | 1              | 12             | —                    | Whitney: The Greatest Hits  |  |
| 2000 | "If I Told You That" (feat. George Michael)               | —              | —              | —              | —              | —              | 9              | —              | —              | —              | 37             | —              | 58             | —                    | Whitney: The Greatest Hits  |  |
| 2000 | "Same Script, Different Cast" (feat. Deborah Cox)         | 70             | —              | —              | —              | —              | 28             | 25             | 29             | 31             | 27             | 19             | 19             | —                    | Whitney: The Greatest Hits  |  |
| 2000 | "Fine"                                                    | —              | 51             | —              | —              | —              | —              | —              | —              | —              | —              | —              | —              | —                    | Whitney: The Greatest Hits  |  |
| 2001 | "The Star-Spangled Banner"                                | 6              | 30             | —              | —              | —              | —              | 29             | —              | —              | —              | —              | —              | —                    | Whitney: The Greatest Hits  |  |
| 2002 | "Whatchulookinat"                                         | 96             | 75             | —              | 1              | 6              | 13             | 3              | 10             | 29             | 47             | 12             | 48             | —                    | Just Whitney                |  |
| 2003 | "One Of Those Days"                                       | 72             | 29             | —              | —              | —              | —              | —              | —              | 80             | —              | 40             | 48             | —                    | Just Whitney                |  |
| 2003 | "Try It On My Own"                                        | 84             | 80             | 10             | 1              | —              | —              | 24             | —              | 79             | —              | 33             | —              | —                    | Just Whitney                |  |
| 2003 | "Love That Man"                                           | —              | —              | —              | 1              | —              | —              | —              | —              | 103            | —              | 87             | —              | —                    | Just Whitney                |  |
| 2003 | "One Wish (for Christmas)"                                | —              | —              | 20             | —              | —              | —              | —              | —              | —              | —              | —              | —              | —                    | One Wish: The Holiday Album |  |
| 2009 | "I Look to You"                                           | 70             | 19             | 22             | 35             | —              | 115            | 68             | —              | 65             | 41             | 15             | —              | —                    | I Look to You               |  |
| 2009 | "Million Dollar Bill"                                     | 100            | 16             | —              | 1              | 3              | 2              | 62             | 4              | 22             | 41             | 20             | —              | —                    | I Look to You               |  |
| 2010 | "Nothin' But Love"                                        | —              | 61             | —              | —              | —              | —              | —              | —              | —              | —              | —              | —              | —                    | I Look to You               |  |

### Singles Póstumos
| Ano  | Single                            | Melhor Posição | Melhor Posição | Melhor Posição | Melhor Posição | Melhor Posição | Melhor Posição | Melhor Posição | Álbum                                               |
| Ano  | Single                            | EUA            | EUA R&B        | EUA Dance Club | UK             | CAN            | ALE            | JAP            | Álbum                                               |
| ---- | --------------------------------- | -------------- | -------------- | -------------- | -------------- | -------------- | -------------- | -------------- | --------------------------------------------------- |
| 2012 | "Celebrate" (feat. Jordin Sparks) | —              | 39             | 21             | —              | —              | —              | —              | Sparkle                                             |
| 2012 | "His Eye Is on the Sparrow"       | —              | —              | —              | —              | —              | —              | —              | Sparkle                                             |
| 2012 | "I Look to You" (feat. R. Kelly)  | —              | 90             | —              | —              | —              | —              | —              | I Will Always Love You: The Best of Whitney Houston |

### Participações
| Ano  | Single                                                                 | Melhor Posição | Melhor Posição | Melhor Posição | Melhor Posição | Melhor Posição | Melhor Posição | Melhor Posição | Melhor Posição | Álbum                   |
| Ano  | Single                                                                 | EUA            | EUA R&B        | EUA AC         | EUA Dance Club | UK             | CAN            | ALE            | JAP            | Álbum                   |
| ---- | ---------------------------------------------------------------------- | -------------- | -------------- | -------------- | -------------- | -------------- | -------------- | -------------- | -------------- | ----------------------- |
| 1989 | "It isn't, It Wasn't, It Ain't Never Gonna Be" (feat. Aretha Franklin) | 41             | 5              | 20             | —              | 29             | 35             | —              | —              | Through the Storm       |
| 1994 | "Something In Common (feat. Bobby Brown)                               | —              | —              | —              | —              | 16             | 38             | 33             | —              | Remixes in the Key of B |
| 2006 | "Family First" (feat. Cissy Houston and Dionne Warwick)                | —              | —              | —              | —              | —              | —              | —              | —              | Daddy's Little Girls    |

### Outros Singles
| Ano  | Single                          | Melhor Posição | Melhor Posição | Melhor Posição | Melhor Posição | Melhor Posição | Melhor Posição | Melhor Posição | Melhor Posição | Melhor Posição | Álbum         |
| Ano  | Single                          | EUA            | EUA R&B        | EUA Dance Club | UK             | CAN            | IRL            | JAP            | COR            | BRA            | Álbum         |
| ---- | ------------------------------- | -------------- | -------------- | -------------- | -------------- | -------------- | -------------- | -------------- | -------------- | -------------- | ------------- |
| 2009 | "I Didn't Know My Own Strength" | 107            | 66             | 17             | 44             | —              | 38             | 16             | —              | 44             | I Look to You |
| 2010 | "Worth It"                      | —              | 61             | —              | —              | —              | —              | —              | 56             | —              | I Look to You |

## Videografia

### DVD's e VHS
| Ano  | Detalhes do Vídeo                                                                                      | Certificações |
| ---- | --- | ------------- |
| 1986 | Number One Video Hits - Lançado: 1986 - Gravadora: RCA - Formatos: VHS                                 | - : Ouro      |
| 1991 | Welcome Home Heroes with Whitney Houston - Lançado: 1991 - Gravadora: Arista - Formatos: VHS           | - : Ouro      |
| 1991 | The Star Spangled Banner - Lançado: 1991 - Gravadora: Arista - Formatos: VHS                           | - : Platina   |
| 2000 | Whitney: The Greatest Hits - Lançado: 9 de maio 2000 - Gravadora: Arista - Formatos: VHS, DVD Duplo    | - : Ouro      |
| 2000 | Fine / If I Told You That - Lançado: 21 de novembro de 2000 - Gravadora: Arista - Formatos: VHS, DVD   | —             |
| 2003 | Try It on My Own / One of These Days - Lançado: 20 de maio de 2003 - Gravadora: Arista - Formatos: DVD | - : Ouro      |
| 2007 | The Ultimate Collection - Lançado: 29 de outubro de 2007 - Gravadora: Arista - Formatos: DVD           | - : Platina   |

### Vídeos Musicais
- 1985 - "You Give Good Love"
- 1985 - "Saving All My Love For You"
- 1985 - "How Will I Know"
- 1986 - "Greatest Love Of All"
- 1987 - "I Wanna Dance With Somebody (Who Loves Me)"
- 1987 - "Didn't We Almost Have It All" (Live)
- 1987 - "So Emotional"
- 1987 - "Where Do Broken Hearts Go"
- 1987 - "Love Will Save The Day" (Live)
- 1988 - "One Moment In Time"
- 1989 - "Celebrate New Life (with Bebe and Cece Winans)"
- 1989 - "It Isn't, It Wasn't, It Ain't Never Gonna Be (feat. Aretha Franklin)"
- 1990 - "I'm Your Baby Tonight"
- 1990 - "All The Man That I Need"
- 1991 - "The Star-Spangled Banner" (Live – Superbowl)"
- 1991 - "Miracle"
- 1991 - "My Name Is Not Susan"
- 1991 - "I Belong To You"
- 1992 - "I Will Always Love You"
- 1993 - "I Have Nothing"
- 1993 - "Run To You"
- 1993 - "Queen Of The Night"
- 1993 - "Light Of Love (with Angie and Debbie Winans)"
- 1994 - "Something In Common (with Bobby Brown)"
- 1995 - "Exhale (Shoop Shoop)"
- 1995 - "Count On Me (with Cece Winans)"
- 1995 - "Why Does It Hurt So Bad" (Live - MTV Movie Awards Performance)
- 1996 - "Step By Step"
- 1997 - "I Believe In You And Me"
- 1998 - "When You Believe (with Mariah Carey)"
- 1999 - "Heartbreak Hotel (Feat. Faith Evans & Kelly Price)"
- 1999 - "It's Not Right But It's Okay"
- 1999 - "My Love Is Your Love"
- 2000 - "I Learned From The Best"
- 2000 - "If I Told You That (with George Michael)"
- 2000 - "Could I Have This Kiss Forever (with Enrique Iglesias)"
- 2000 - "Fine"
- 2000 - "Love To Infinity Megamix"
- 2002 - "Whatchulookinat"
- 2002 - "One Of Those Days"
- 2002 - "Try It On My Own"
- 2004 - "I Believe In You And Me & I Will Always Love You" (Live - World Music Award Performance)
- 2009 - "I Look To You"
- 2009 - "Million Dollar Bill"

## Ligações Externas
- http://www.whitneybr.com
- https://web.archive.org/web/20050228043448/http://www.whitney-fan.com/music/review/pw/012.shtml
- http://www.rollingstone.com/artists/whitneyhouston/biography
- http://www.theinsideronline.com/news/2007/12/14469/index.html